# 帕马洛尔
帕马洛尔是一种含氮有机化合物，化学式C
16H
26N
2O
4，能作为β受体阻滞剂。